# Terrette
Terrette – rzeka we Francji, przepływająca przez teren departamentu Manche, o długości 29,2 km. Stanowi dopływ rzeki Taute.